# No hay nadie como tú
«No hay nadie como tú» es el cuarto sencillo de la banda de rap latino alternativo Calle 13 tomado de su tercer álbum de estudio Los de atrás vienen conmigo, lanzado en 22 de agosto de 2008 a través de Sony BMG.
La canción incluye la participación de la banda de rock alternativo mexicana Café Tacuba. La canción es conocida por su mezcla de diferentes estilos musicales, algo típico de la música de Calle 13. Es principalmente una unión de pop latino con rock, dance y hip-hop.

## Video musical
El video musical de "No hay nadie como tú" presenta a Residente narrando una serie de imágenes, que corresponden a lo que el describe en la letra de la canción, más específicamente refiriéndose desde los diferentes tipos de persona hasta los diferentes tipos de destrucción. Hay una versión de la canción creada por Calle 13, y el diario español El País, para su campaña global, mostrando su amplia oferta informativa.

## Recepción comercial
"No hay nadie como tú" es el cuarto sencillo consecutivo semanal del álbum (que comenzó con "Que lloren"). A diferencia de los lanzamientos de las semanas anteriores, "No hay nadie como tú" es el primero en ingresar al Billboard Hot Latin Songs al #23, siendo el más exitoso del álbum en ese país.
En el Top Latino, la canción ingresó al #38, y logró llegar al #6, siendo la canción más exitosa de Calle 13 en esa lista.
En los 100+ pedidos del 2008 se ubicó en el lugar 55 en la Señal Norte, 54 en la Señal Centro y en Señal Sur el número 77.

## Posicionamiento en las listas
| Lista                               | Posición más alta |
| ----------------------------------- | ----------------- |
| Chile Singles Chart                 | 23                |
| México Top 100                      | 5                 |
| U.S. Billboard Hot Latin Songs      | 23                |
| U.S. Billboard Latin Rhythm Airplay | 15                |
| Argentina Singles Chart             | 7                 |
| Perú Singles Chart                  | 3                 |
| Venezuela Singles Chart             | 1                 |
| Top Latino                          | 6                 |
| Los 100 + pedidos del 2008          | 54                |

## Certificaciones de ventas discográficas
| País   | Organismo certificador | Certificación | Ventas certificadas | Ref   |
| ------ | ---------------------- | ------------- | ------------------- | ----- |
| México | AMPROFON               | Oro           | 30.000              | [ 4 ] |